# 채제공 초상 일괄-시복본
채제공 초상 일괄-시복본(蔡濟恭 肖像 一括-時服本)은 경기도 수원시 팔달구 창룡대로 21-0 (매향동) 수원화성박물관에 있는 조선시대의 초상화이다. 2006년 12월 29일 대한민국의 보물 제1477-1호로 지정되었다.
수원시 소장 <시복본(1792년작)>은 채제공 73세상으로 사모에 관대를 한 옅은 분홍색의 관복 차림에 손부채와 향낭을 들고 화문석에 편하게 앉은 전신좌상이다. 우측 상단에 '聖上 十五年 辛亥(1791) 御眞圖 寫後 承 命摸像 內入 以其餘本 明年 壬子 (1792) 粧'이라고 쓰여 있고, 그 아래 '畵 者 李命基'라고 밝혀 놓았다. 이어서 우측 상단에 채제공이 직접 쓴 자찬문이 있다.
시의 내용대로 정조로부터 부채와 향낭을 선물 받은 기념을 표시하기 위해서인 듯 손을 노출시켜 부채와 향낭을 들고 있는 모습으로 연출되었다. 수원시에 함께 소장되어 있는 유지 초본 3점 또한 중요한 자료이며 향낭도 함께 남아 있다.

## 같이 보기
- 채제공

## 참고 자료
- 채제공 초상 일괄-시복본 - 국가유산청 국가유산포털